# Freesia refracta
Freesia refracta (Jacq.) Klatt è una pianta bulbosa della famiglia delle Iridacee.

## Descrizione

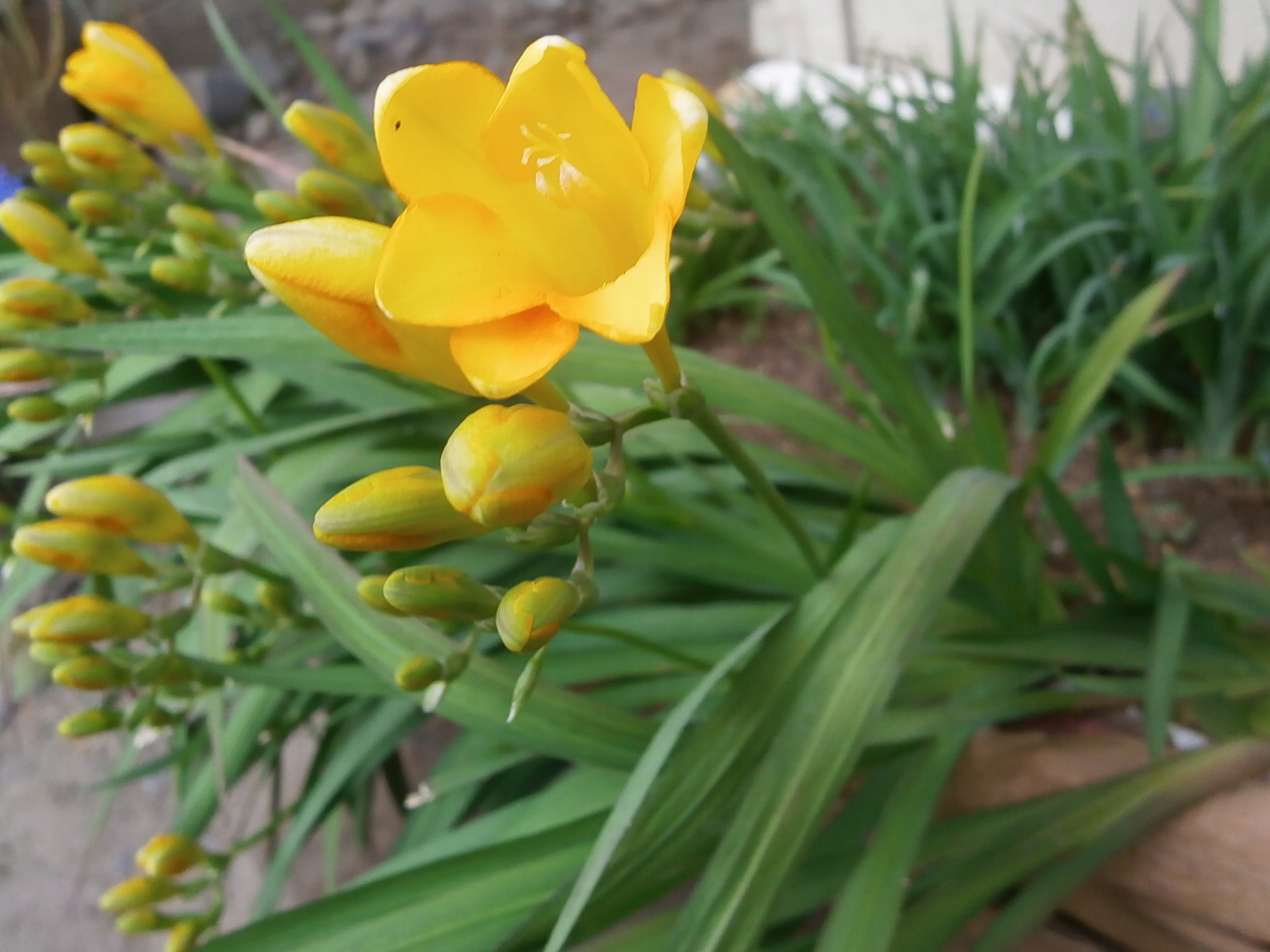
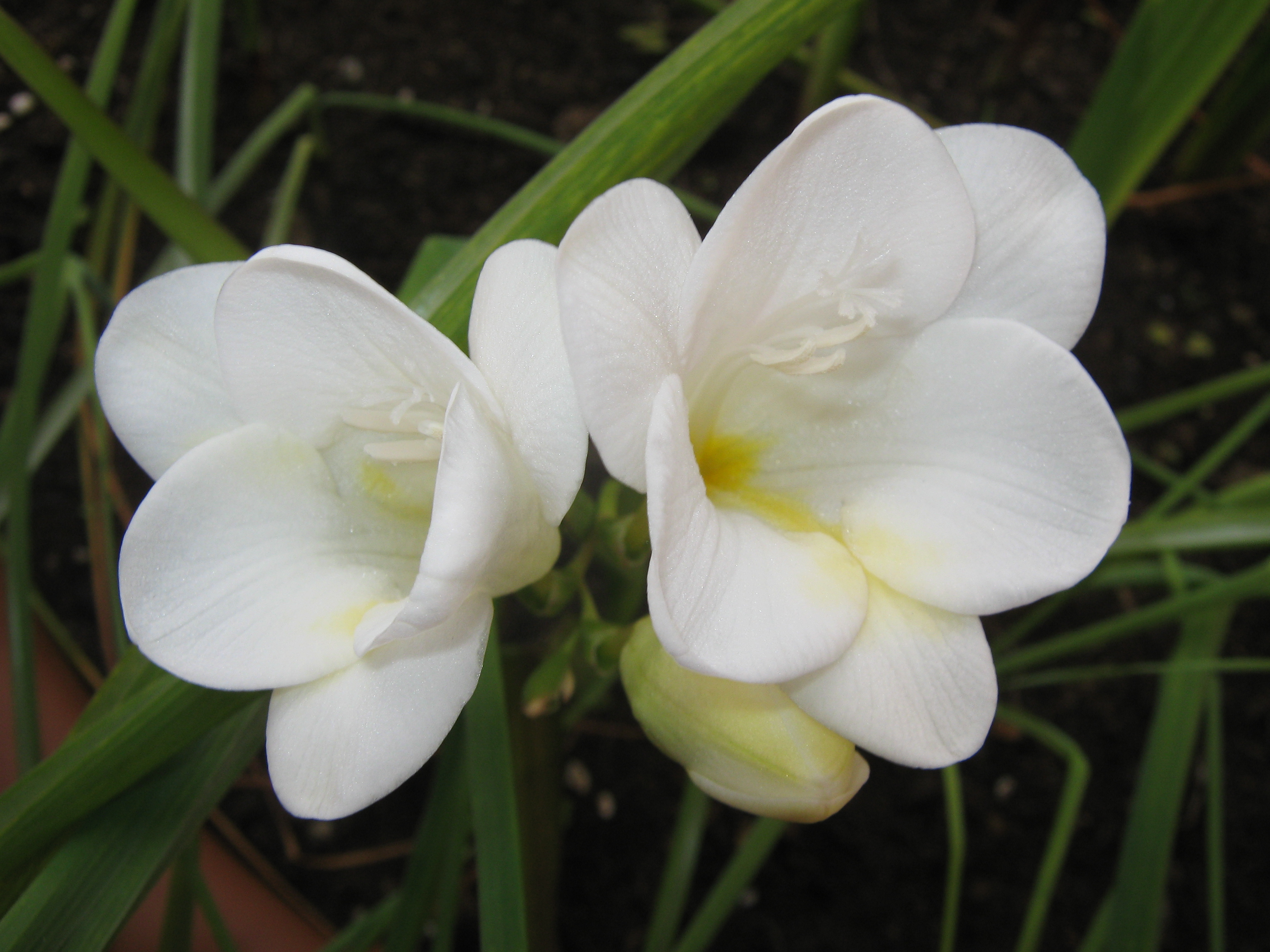
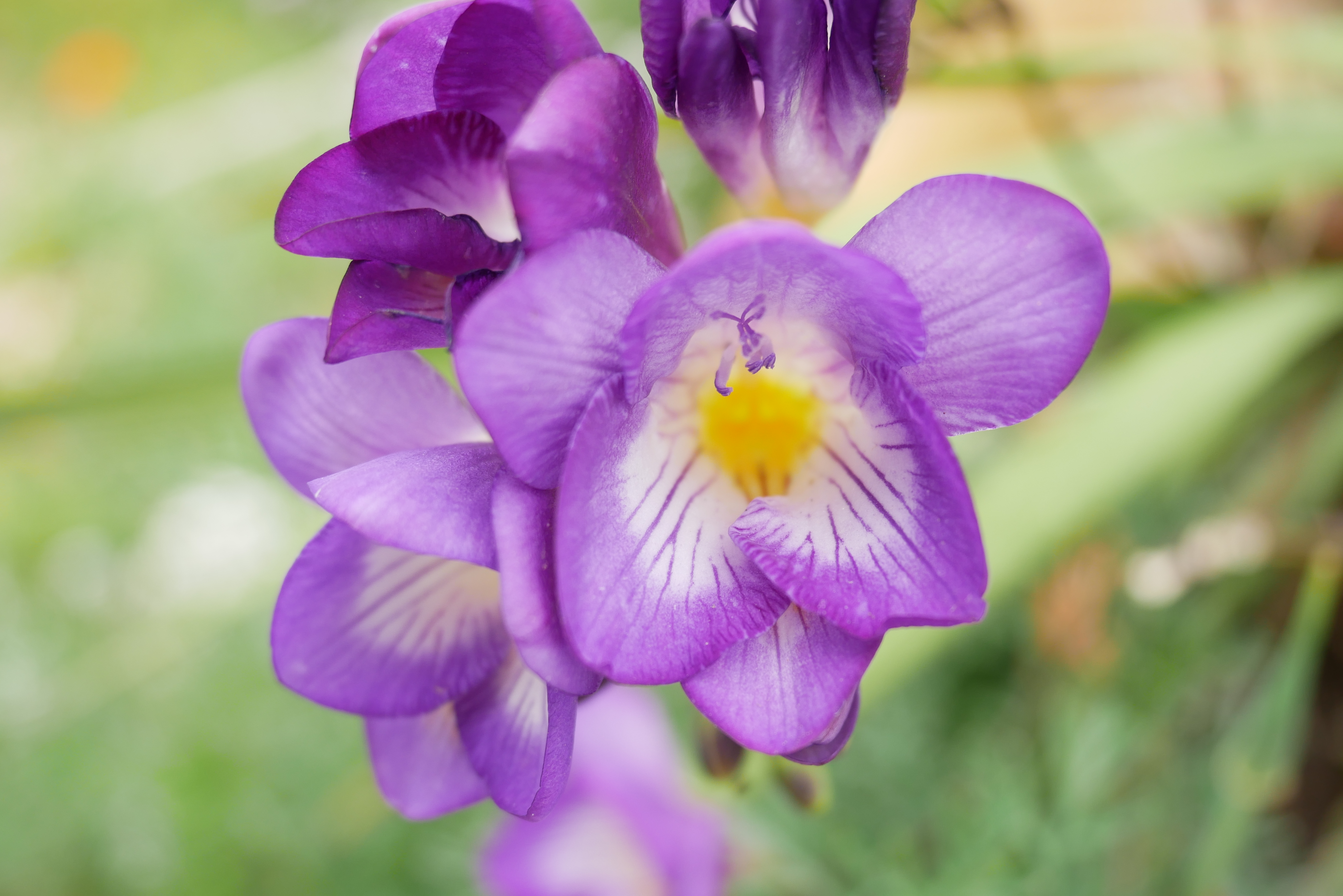

La fresia ha un bulbo piccolo e ovale di colore beige, le foglie sono lanceolate, di colore verde, infine i fiori sono di vari colori e sono molto profumati.